# حليم بن مبروك
عبد الحميد حليم بن مبروك (بالفرنسية: Alim Ben Mabrouk)‏ (25 يونيو 1960 في ليون) لاعب كرة قدم جزائري الجنسية فرنسي المولد معتزل كان يجيد اللعب في خط الوسط . شارك مع منتخب الجزائر في نهائيات بطولة كأس العالم لكرة القدم 1986 التي أقيمت في المكسيك .

## مسيرته الكروية
لعب حليم بن مبروك خلال مسيرته الاحترافية مع 6 أندية في أربعة عشر موسمًا وسجل خلالها 30 هدف ضمن 304 مباراة. ولم يفز بأي موسم بالكأس أو بالدوري.
خاض حليم بن مبروك مسيرته مع نادي سانت بريست ‏ في موسم 1979–80 ولمدة موسمين، مشاركًا في 39 مباراة سجل خلالها 10 أهداف. ثم انتقل إلى نادي باريس في موسم 1981–82 لمدة موسم واحد، حيث شارك في 22 مباراة سجل خلالها هدفًا واحدًا. لينتقل بعدها إلى نادي راسينغ كولومب في موسم 1982–83 ليلعب معه ثمانية مواسم، مشاركًا في 206 مباراة سجل خلالها 18 هدفًا. ثم انتقل إلى نادي جيروندان بوردو في موسم 1990–91 لمدة موسم واحد، مشاركًا في 17 مباراة سجل خلالها هدفًا واحدًا. هذا وانتقل لاحقًا إلى نادي أولمبيك ليون في موسم 1991–92 لمدة موسم واحد، مشاركًا في 13 مباراة ولم يسجل أي هدف. ثم انتقل بعدها إلى أكاديمية واحتياط أولمبيك ليون في موسم 1992–93 لمدة موسم واحد، مشاركًا في 7 مباريات ولم يسجل أي هدف أيضًا.

## روابط خارجية
- حليم بن مبروك على موقع الاتحاد الدولي (مؤرشف)  (الإنجليزية)
- حليم بن مبروك على موقع قاعدة بيانات كرة القدم.إي يو (الإنجليزية)
- حليم بن مبروك على موقع ناشيونال فوتبول تيمز (الإنجليزية)
- حليم بن مبروك على موقع عالم كرة القدم.نت (الإنجليزية)